# یولیوس کالیو
یولیوس کالیو (استونیایی: Julius Kaljo; ۴ ژانویهٔ ۱۹۱۰ – ۱۲ مهٔ ۱۹۵۴) بازیکن فوتبال اهل استونی بود.

وی همچنین در تیم ملی فوتبال استونی بازی کرده‌است.